# L'anima che guarisce
L'anima che guarisce (Die Heilung durch den Geist) è una raccolta di saggi pubblicata nel 1931 da Stefan Zweig, che ne iniziò la redazione durante un viaggio in Italia nel 1930.
L'opera comprende le biografie di tre personaggi storici (Franz Anton Mesmer, Mary Baker Eddy e Sigmund Freud, l'unico ancora vivente al momento della pubblicazione), che hanno affrontato il tema della guarigione psichica delle malattie.
In Italia la biografia di Sigmund Freud è stata pubblicata anche separatamente.

## Trama

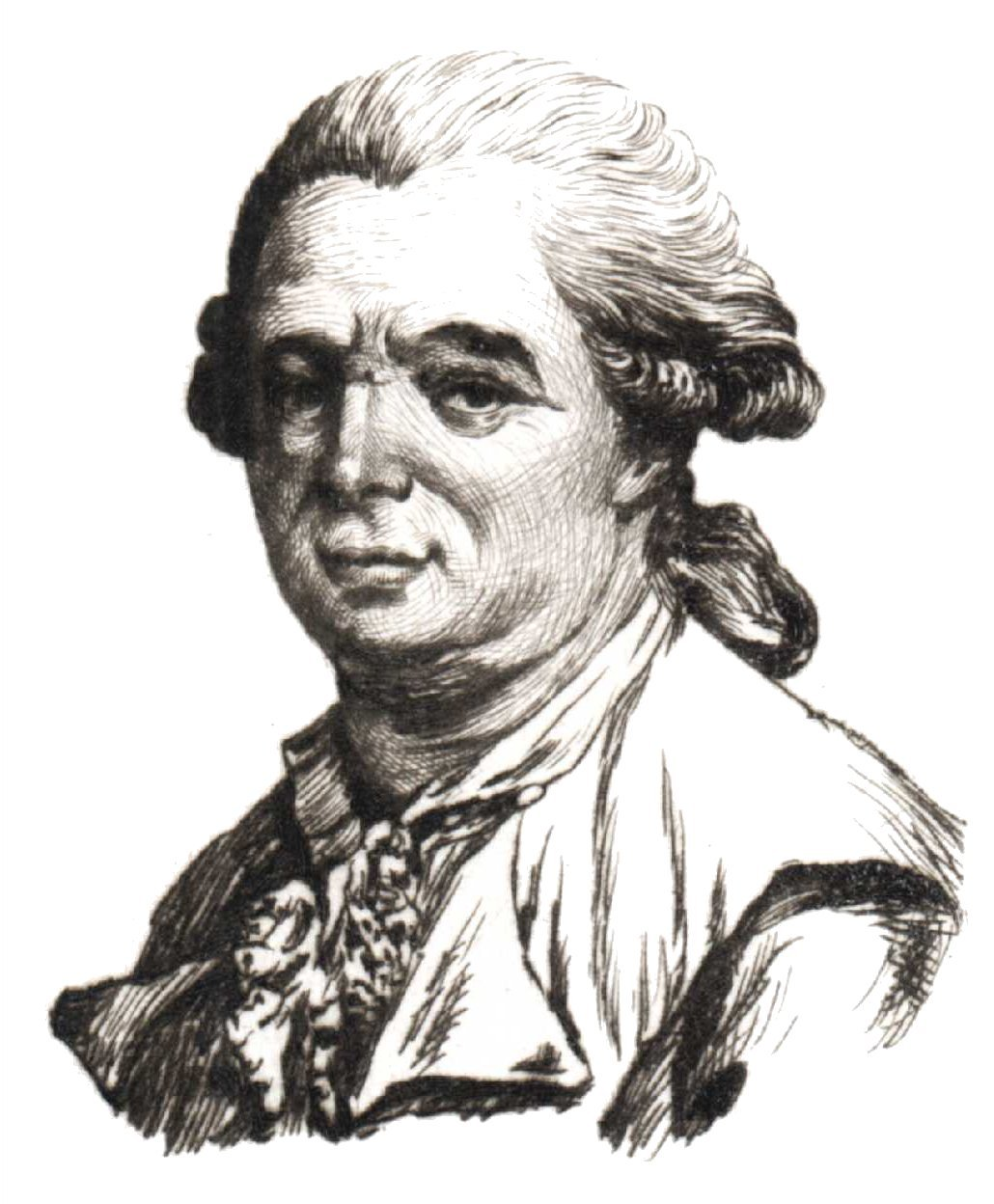
Franz Anton Mesmer (1743-1815)

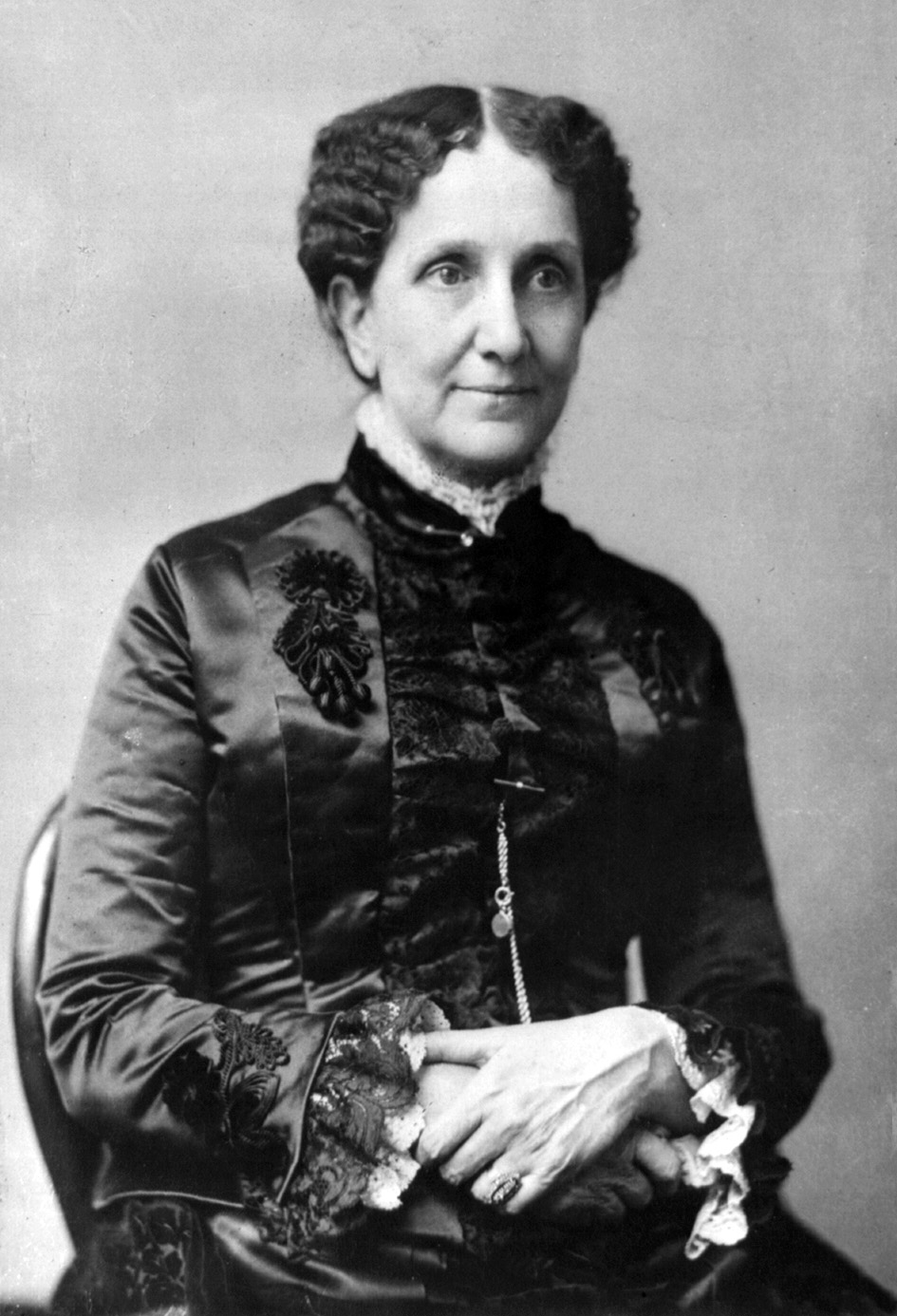
Mary Baker Eddy (1821-1910)

Sigmund Freud (1856-1939)

### Franz Anton Mesmer
Sebbene la guarigione psichica delle malattie fosse stata trattata già nell'antichità e nel Medioevo, per Zweig il primo ad aver affrontato il tema con metodo scientifico fu Franz Anton Mesmer, un medico tedesco che svolse la sua attività tra la fine del XVIII e l'inizio del XIX secolo nella Vienna di Maria Teresa.
Mesmer, che aveva ottenuto la guarigione di un paziente con l'applicazione di un magnete, utilizzò la nuova terapia con grande successo. Accortosi tuttavia che la guarigione avveniva anche senza l'applicazione del magnete, ne attribuì la causa a un fluido, che egli credeva di trasmettere ai pazienti.
Sebbene la maggior parte degli scienziati ritenesse Mesmer un ciarlatano, per Zweig fu uno scienziato che aveva compreso la forza misteriosa che si nasconde nelle creature viventi; al contrario, ciarlatani sarebbero i seguaci di Mesmer e gli illuministi con la loro visione meccanicistica dell'uomo.

### Mary Baker Eddy
Il secondo saggio, il più lungo dei tre, è dedicato a Mary Baker Eddy, la statunitense fondatrice del Cristianesimo scientista. Tormentata dai postumi di una frattura, ritenuti inguaribili dalla medicina dell'epoca, Mary Baker Eddy guarì improvvisamente e si convinse che la guarigione derivasse non dalla scienza, ma dalla fede.
Influenzata dalle teorie di un certo Phineas Quimby, secondo le quali le malattie sarebbero causate da credenze errate, mentre uno schema di pensiero corretto permetterebbe la guarigione, Mary Baker Eddy affermò che le malattie sono rappresentazioni mentali erronee, dalle quali si guarisce allorché se ne riconosca la natura illusoria. Per la Baker Eddy le malattie, e perfino la morte, non esistono, perché l'uomo è fatto a immagine di Dio: il compito del terapeuta è pertanto quello di rafforzare la fede.
Le teorie della Baker Eddy si diffusero rapidamente e la donna riuscì a fondare negli Stati Uniti una nuova Chiesa su questi principi. Nella biografia della Baker Eddy, Zweig non nasconde tuttavia la diffidenza del laico per il fondamento religioso che li sostiene.

### Sigmund Freud
Argomento del terzo saggio sono la psicoanalisi e il suo fondatore, il medico austriaco Sigmund Freud. Diversamente dalle altre biografie, in quella di Freud mancano gli aneddoti gustosi e la caratterizzazione psicologica del personaggio, descritto comunque come un gentiluomo austriaco d'altri tempi: un aristocratico, raffinato e freddo studioso teso a elaborare e diffondere «un'idea superiore» e a donare agli uomini la coscienza di possedere una personalità unica e irripetibile.
Le ricerche di Jean-Martin Charcot sull'isteria e le sue personali osservazioni avevano portato Freud a scoprire che molte malattie dell'anima sono dovute a conflitti che si svolgono nell'intimo dell'individuo. La guarigione è possibile solo portando tali conflitti - che il malato ignora o nasconde a sé stesso - dalla sfera della subcoscienza a quella della coscienza.
Le teorie di Freud sono esposte da Stefan Zweig con serietà e umana comprensione: per Zweig l'influenza di Freud sulla cultura contemporanea è superiore a quella di qualsiasi altro studioso del XX secolo.

## Edizioni

### In lingua tedesca
- Stefan Zweig, Die Heilung durch den Geist. Mesmer, Mary Baker-Eddy, Freud, Leipzig: Insel, 1931 (è la prima edizione dell'opera)
- Die Heilung durch den Geist. Mesmer, Mary Baker-Eddy, Freud, Coll. Gesammelte Werke in Einzelbänden Bd. 12, Frankfurt am Main: S. Fischer, 1982, ISBN 3-10-097052-7 (fa parte dell'opera omnia di Stefan Zweig approntata dall'editore Fischer di Francoforte per il centenario della nascita dell'autore)

### Traduzioni in lingua italiana
- L'anima che guarisce: Mesmer, Mary Baker Eddy, Sigmund Freud; versione dal tedesco di Lavinia Mazzucchetti, Milano, Sperling & Kupfer, 1931
- L'anima che guarisce: Mesmer, Mary Baker-Eddy, Freud; traduzione di Lavinia Mazzucchetti rivista da Andrea Landolfi e Cristina Faloci, Roma, E/O, 2005, ISBN 88-7641-662-5